# 7461 Kachmokiam
7461 Kachmokiam (1984 TD) là một tiểu hành tinh nằm phía ngoài của vành đai chính được phát hiện ngày 3 tháng 10 năm 1984 bởi Oak Ridge Observatory ở Harvard. Nó được đặt theo tên the nieces of discoverer Donna Thompson: Katherine Galindo, Christine Galindo, Molly Thompson, Kimberly Galindo, và Amy Galindo.